# Marcel Wüst
Marcel Wust (Colònia, 6 d'agost de 1967) és un ciclista alemany retirat que fou professional entre 1988 i 2001.
Durant la seva carrera esportiva aconseguí un total de 120 victòries, la gran majoria d'elles a l'esprint, del qual era un reputat especialista. Aconseguí victòries d'etapa a les tres grans voltes: 12 a la Volta a Espanya, 1 etapa al Tour de França, 1 etapa al Giro d'Itàlia.

## Palmarès[3]
- 1988
  - 1r al Gran Premi de Waregem
  - Vencedor d'una etapa del Tour de Loir i Cher
- 1989
  - 1r a la Ronde des Pyrénées Méditerranéennes
  - Vencedor d'una etapa del Circuit de La Sarthe
  - Vencedor d'una etapa del Tour de l'Oise
  - Vencedor d'una etapa del Coca-Cola Trophy
- 1990
  - Vencedor d'una etapa de la Volta a Burgos
  - Vencedor d'una etapa del Circuit de La Sarthe
  - Vencedor d'una etapa de la París-Bourges
- 1991
  - Vencedor de 3 etapes del Herald Sun Tour
  - Vencedor de 2 etapes de la Ruta del Sud
  - Vencedor de 2 etapes del Mazda Alpine Tour
  - Vencedor d'una etapa del Tour de Poitou-Charentes
  - Vencedor d'una etapa de l'International Cycling Classic
- 1992
  - Vencedor de 4 etapes de la Ruta del Sud
  - Vencedor de 3 etapes del Herald Sun Tour
  - Vencedor de 3 etapes del Mazda Alpine Tour
  - Vencedor d'una etapa del Midi-Libre
  - Vencedor d'una etapa del Tour de l'Avenir

| - 1993 - 1r al Gran Premi de Denain - 1r a l'À travers le Morbihan - Vencedor de 2 etapes del Herald Sun Tour - Vencedor d'una etapa de la Volta a Catalunya - Vencedor d'una etapa de la Volta a Burgos - 1994 - Vencedor d'una etapa de la Dauphiné Libéré - Vencedor d'una etapa del Herald Sun Tour - 1995 - Vencedor de 3 etapes de la Volta a Espanya - Vencedor d'una etapa del Herald Sun Tour - Vencedor d'una etapa del Clásico RCN - Vencedor d'una etapa dels Quatre dies de l'Aisne - Vencedor de 3 etapes de la Volta a Nova Zelanda - 1996 - Vencedor de 2 etapes del Tour DuPont - Vencedor de 2 etapes de la Volta a la Rioja - Vencedor d'una etapa de la Volta a Catalunya - Vencedor d'una etapa de la Volta a Castella i Lleó - Vencedor d'una etapa del Coca-Cola Trophy - Vencedor d'una etapa de la Commonwealth Bank Classic - 1997 - Vencedor de 3 etapes de la Volta a Espanya - Vencedor de 3 etapes de la Boland Bank Cycle Classic - Vencedor d'una etapa del Giro d'Itàlia - Vencedor d'una etapa de la Ruta del Sud - Vencedor d'una etapa de la Volta a Burgos | - 1998 - 1r al Circuit de Getxo - Vencedor de 6 etapes de la Volta a Xile - Vencedor de 2 etapes de la Volta a Espanya - Vencedor d'una etapa de la Volta a Burgos - Vencedor d'una etapa del Circuit de La Sarthe - 1999 - Vencedor de 4 etapes de la Volta a Espanya - Vencedor de 2 etapes de la Volta a Aragó - Vencedor de 2 etapes de la Commonwealth Bank Classic - Vencedor d'una etapa de la Setmana Catalana - Vencedor d'una etapa de la Volta a Galícia - Vencedor d'una etapa de la Volta a Burgos - 2000 - Vencedor de 4 etapes del Circuit de La Sarthe - Vencedor d'una etapa del Tour de França - Vencedor d'una etapa de la Volta a Aragó - Vencedor d'una etapa de la Volta a Alemanya |

### Resultats al Tour de França
- 1992. Abandona (1a etapa)
- 2000. Abandona (12a etapa). Vencedor d'una etapa

### Resultats a la Volta a Espanya
- 1995. 93è de la classificació general. Vencedor de 3 etapes
- 1996. Abandona
- 1997. 109è de la classificació general. Vencedor de 3 etapes
- 1998. 106è de la classificació general. Vencedor de 2 etapes
- 1999. Abandona. Vencedor de 4 etapes. Porta el mallot groc durant 2 etapes

### Resultats al Giro d'Itàlia
- 1990. 143è de la classificació general
- 1997. 105è de la classificació general. Vencedor d'una etapa